# Бон-Конселью
Бон-Конселью (порт. Bom Conselho) — муниципалитет в Бразилии, входит в штат Пернамбуку. Составная часть мезорегиона Сельскохозяйственный район штата Пернамбуку. Входит в экономико-статистический микрорегион Гараньюнс. Население составляет 43 397 человек на 2007 год. Занимает площадь 786,20 км². Плотность населения — 55,2 чел./км².
Праздник города — 28 декабря.

## История
Город основан 23 июля 1712 года. 

## Статистика
- Валовой внутренний продукт на 2005 год составляет 115 812 000 реалов (данные: Бразильский институт географии и статистики).
- Валовой внутренний продукт на душу населения на 2005 год составляет 2715 реалов (данные: Бразильский институт географии и статистики).
- Индекс развития человеческого потенциала на 2000 год составляет 0,572 (данные: Программа развития ООН).

## География
В соответствии с классификацией Кёппена, климат относится к категории BShW.

## Известные уроженцы
- Дантас Баррето, Эмидио (1850—1931) — бразильский военный, политический и государственный деятель.